# Владимир Лалић
Владимир Лалић (Београд, 8. новембар 1983) српски је уметник, музичар и композитор.

## Биографија
Рођен и одрастао у Београду, основне и мастер студије завршио је на Факултету примењених уметности, a додатну специјализацију на Факултету ликовних уметности. Од 2008. до 2012. године, радио је као стручно лице - демонстратор - на ФПУ, одсек графика. Члан је УЛУС од 2009. godine. На препоруку Владимира Величковића, постао је први српски лауреат награде Пол-Луј Вајлер (Prix Paul-Louis Weiller), француске Академије лепих уметности (Académie des beaux-arts), 2017. године.
Музичку каријеру започео je 1999. godine, у саставу Абонос, а 2005. године започиње самосталан пројекат под називом „Организовани хаос“ (Organized Chaos), у склопу којег је до данас издао два студијска албума: „Inner Conflict“ (2011) и „Divulgence“ (2017).